# دن زیمرمن
دَن زیمرمن (انگلیسی: Dan Zimmerman؛ زادهٔ ۸ آوریل ۱۹۷۴) یک تدوین‌گر اهل ایالات متحده آمریکا است.
او فرزند تدوین‌گر آمریکایی دان زیمرمن است.
از فیلم‌ها یا مجموعه‌های تلویزیونی که وی در آن‌ها نقش داشته است می‌توان به یک روز خوب برای جان‌سخت، طالع نحس، مکس پین، غارتگران، بچه‌های جاسوس: همه زمان در جهان، دونده مارپیچ و دونده مارپیچ: مشقت‌های اسکرچ اشاره نمود.

## External links
- دَن زیمرمن در بانک اطلاعات اینترنتی فیلم‌ها (IMDb)
- دَن زیمرمن در آل‌مووی